# Qui ? (roman)
Pour les articles homonymes, voir Qui ?.
Qui ? (titre original : Who?) est un roman de science-fiction Algis Budrys publié en 1958.
Il est édité en France en 1975 par les éditions Presses de la Cité dans la collection Futurama.
Il se déroule durant la guerre froide, et a été adapté au cinéma en 1974 par Jack Gold avec Elliott Gould dans le rôle de Sean Rogers.